# Abronia graminea
El dragoncito del sur de la Sierra Madre Oriental (Abronia graminea) es una especie de saurópsido escamoso de la familia Anguidae. Es de hábitos arborícolas y endémico de los bosques mesofilos de montaña de los estados de Veracruz, Puebla y Oaxaca, México. La especie fue descrita por el paleontólogo y biólogo estadounidense Edward Drinker Cope en 1864. La Unión Internacional para la Conservación de la Naturaleza la considera como en peligro de extinción debido a la pérdida de hábitat y el comercio ilegal.

## Taxonomía

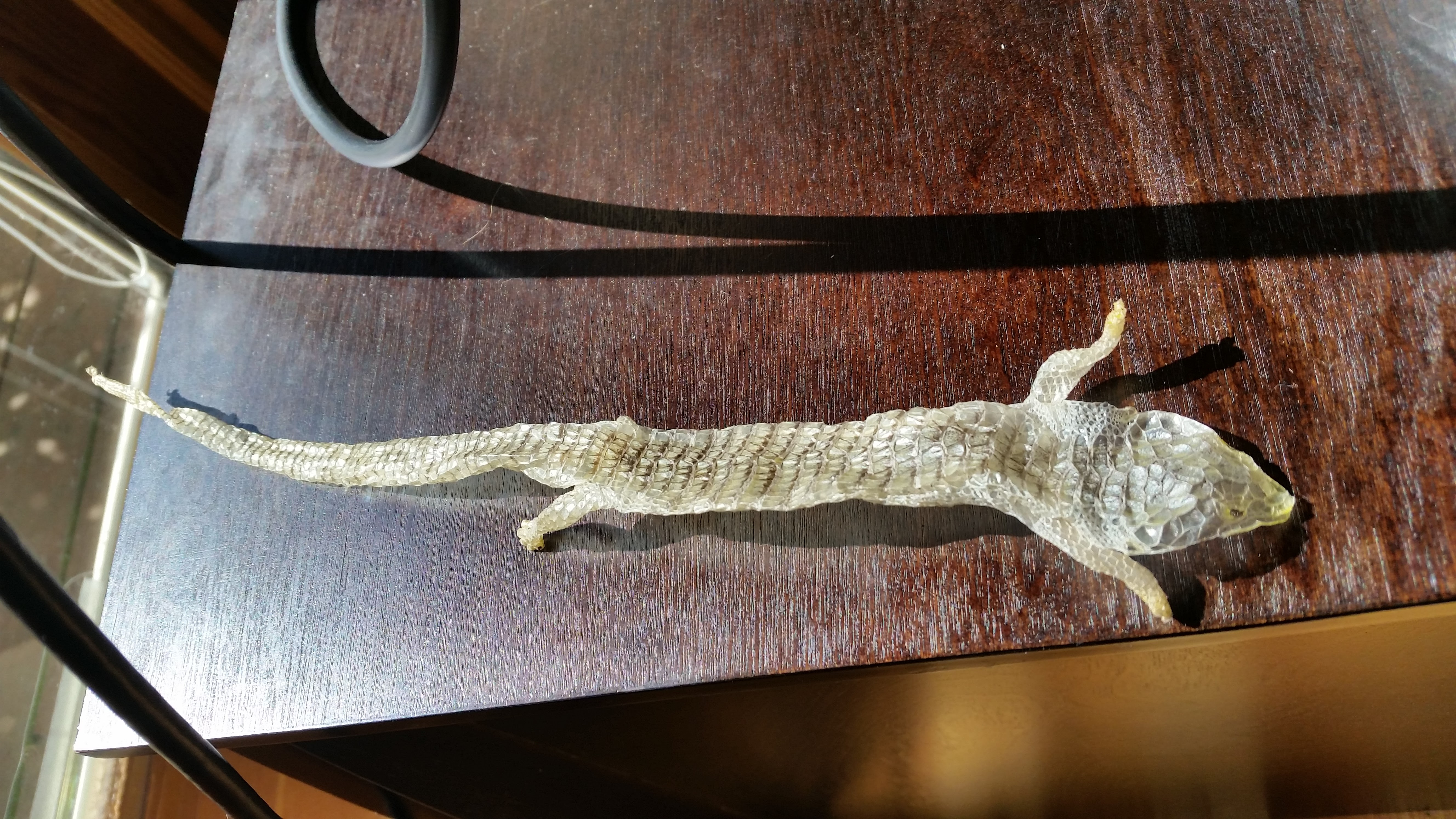
Piel de muda

El género Abronia fue descrito por el naturalista inglés John Edward Gray en 1838. En 1864, el paleontólogo y biólogo Edward Drinker Cope describió la especie como Gerrhonotus gramineus. Este nombre se siguió utilizando hasta 1949, cuando el herpetólogo estadounidense Joseph Anton Tihen reclasificó la especie dentro del género Abronia, como Abronia taeniata graminea, considerando que A. graminea era una subespecie de A. taeniata con base en cuatro especímenes recolectados en el Estado de Veracruz, que mostraban características de ambas especies. La literatura adicional publicada después de 1949 por Tihen también informó que el nombre de A. t. graminea reflejaba posibles intergradaciones.
Estudios posteriores, publicados entre 1950 y 1954 por herpetólogos como Hobart Muir Smith, Edward Harrison Taylor y John E. Werler, apoyaron esta clasificación. Sin embargo, en 1955, el científico estadounidense Paul Schultz Martin argumentó que A. graminea debía considerarse una especie distinta, basándose en diferencias morfológicas significativas, como el número de filas de escamas dorsales y nucales, además de los patrones de coloración, marcando así el inicio del consenso sobre su estatus como especie.
En 1967, los herpetólogos Charles Mitchill Bogert y Ann P. Porter analizaron 20 especímenes y argumentaron que A. graminea debía permanecer como una subespecie de A. taeniata. Sin embargo, su posición no obtuvo amplio respaldo, posiblemente debido al desconocimiento del trabajo de Martin.
Desde la década de 1990 en adelante, la mayoría de los estudios han tratado a A. graminea y A. taeniata como especies separadas pero estrechamente relacionadas dentro del subgénero Abronia. Los herpetólogos Jonathan Atwood Campbell y Darrel Richmond Frost en 1993 apoyaron esta separación.
En registros taxonómicos contemporáneos, como el Integrated Taxonomic Information System (ITIS), el Global Biodiversity Information Facility (GBIF) y el National Center for Biotechnology Information (NCBI), la clasificación válida es Abronia graminea. No obstante, investigaciones recientes, como las realizadas por Adam G. Clause y colaboradores en 2018, han planteado dudas sobre la separación taxonómica definitiva entre A. graminea y A. taeniata. La existencia de una amplia zona de simpatría (coexistencia) y la falta de desplazamiento de caracteres morfológicos claros sugieren la posibilidad de un flujo génico. Esto reaviva la discusión sobre si deberían ser consideradas especies separadas o variantes de una misma especie. La delimitación taxonómica entre ambas especies podría requerir revisión con análisis genéticos más detallados.

### Etimología
El nombre del género Abronia aparentemente deriva del griego, específicamente de la palabra «αβρος» (abros), que significa «delicado», en referencia a la naturaleza delicada de la cola de estas lagartijas. El epíteto específico de A. graminea proviene del latín, específicamente de la palabra «gramen», que significa «césped». Posiblemente el nombre de la especie se refiere al color promedio de los especímenes adultos.

## Descripción

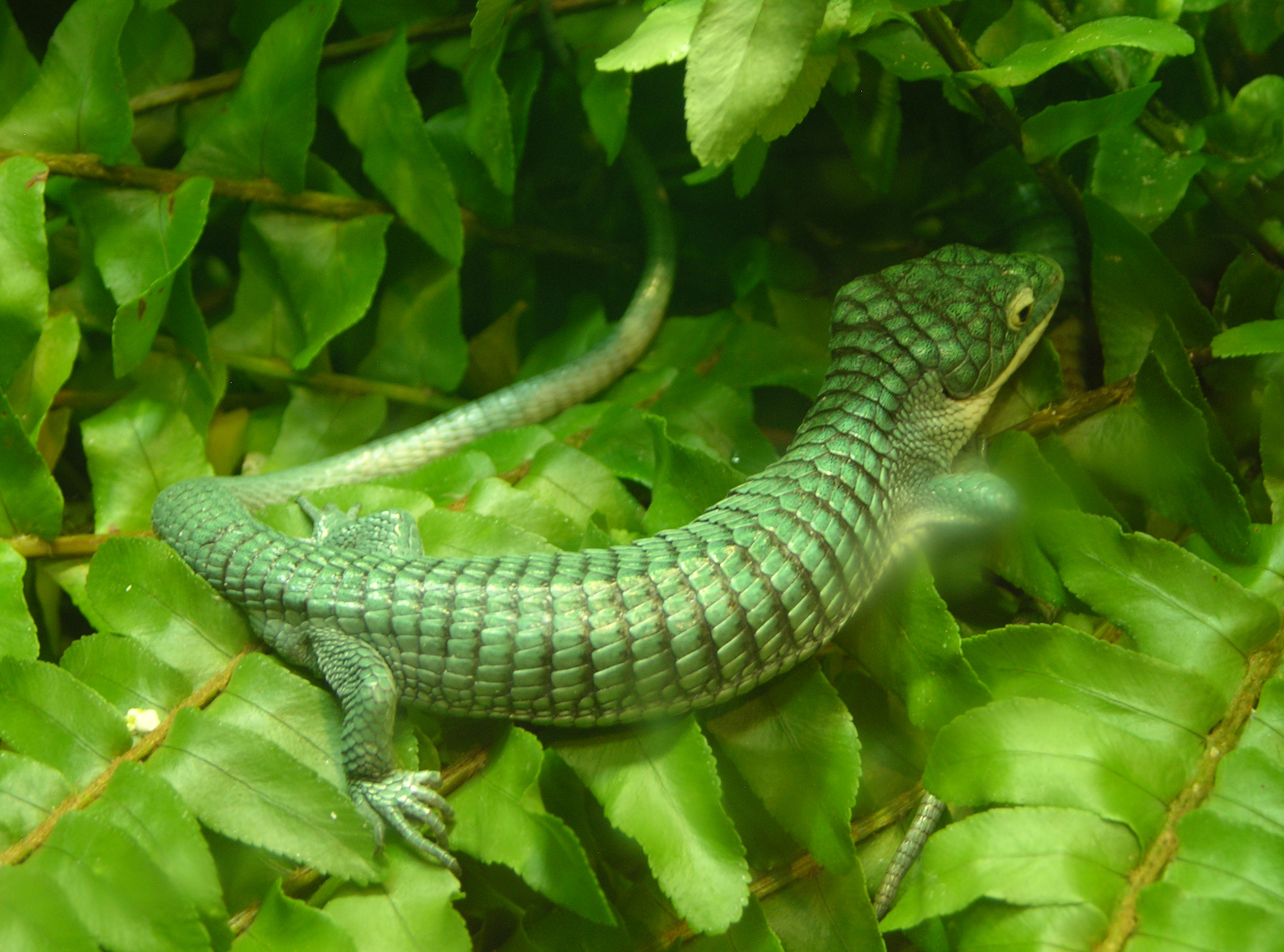
Fotografía de un ejemplar.

El dragoncito del sur de la Sierra Madre Oriental es un lagarto adaptado a hábitos arborícolas. Su cabeza es comprimida en el plano dorso-lateral, con escamas rugosas que le otorgan una forma triangular. Su cuerpo es alargado y comprimido en ese mismo plano, cuenta con extremidades cortas y fuertes, con dedos largos que facilitan el desplazamiento entre ramas. Su cola, larga y prensil, le permite un agarre eficiente, y en caso de amputación, tiene la capacidad de regenerarse. Un pliegue lateral recorre su cuerpo, delimitando las escamas pequeñas del vientre y el dorso, que son notablemente más grandes.
Los ejemplares adultos tienen una longitud longitud hocico cloaca aproximada de 10.6-11 cm, mientras que la longitud de la cola es de 16 cm. Su peso promedio es de 21 g. En cautiverio, tienen una esperanza de vida cercana a los 10 años.
A. graminea se puede distinguir de otras especies descritas del mismo género por las siguientes características:
- Ausencia de bandas transversales en el dorso y en la región ventral de la cola (excepto las crías y en ocasiones hembras).[27][7]
- Cuatro escamas nucales, ocasionalmente seis.[17][18]
- 12-14 filas longitudinales de escamas dorsales, ligeramente quilladas.[16][25]
- 25-29 filas de escamas dorsales transversales.[17]
- Escamas cantales están fusionadas con las escamas internasales posteriores.[3]
- Escamas supranasales sin contacto entre sí.
- 11 escamas supralabiales y dos filas de infralabiales (cinco en la primera y seis en la segunda).[25][13]
- 13-14 filas longitudinales de escamas ventrales.[6][17]
- Las escamas ventrales adyacentes al pliegue lateral del cuello son de tamaño similar al resto de las escamas ventrales.
- Las escamas preauriculares tienen una forma granular, en contraste con la forma espinosa o de «cuernito» presente en otras especies del mismo género.[25][16][24][5]

La especie muestra una variación morfológica entre poblaciones, particularmente en patrones de coloración, tamaños y proporciones corporales. En zonas de simpatría (coexistencia) con A. taeniata, pueden observarse individuos con características intermedias, lo que complica su identificación. Sin embargo, de acuerdo a las observaciones del científico estadounidense Paul Schultz Martin, en 1955, ambas especies difieren en las siguientes características: las escamas dorsales en A. graminea son quilladas, mientras que en A. taeniata son lisas; A. graminea tiene entre cuatro y seis escamas nucales, siendo cuatro la cantidad más común, mientras que A. taeniata siempre presenta seis; A. graminea cuenta con 13-14 filas ventrales, mientras que A.  taeniata posee 12, con algunas excepciones de 13.

### Coloración y dicromatismo sexual

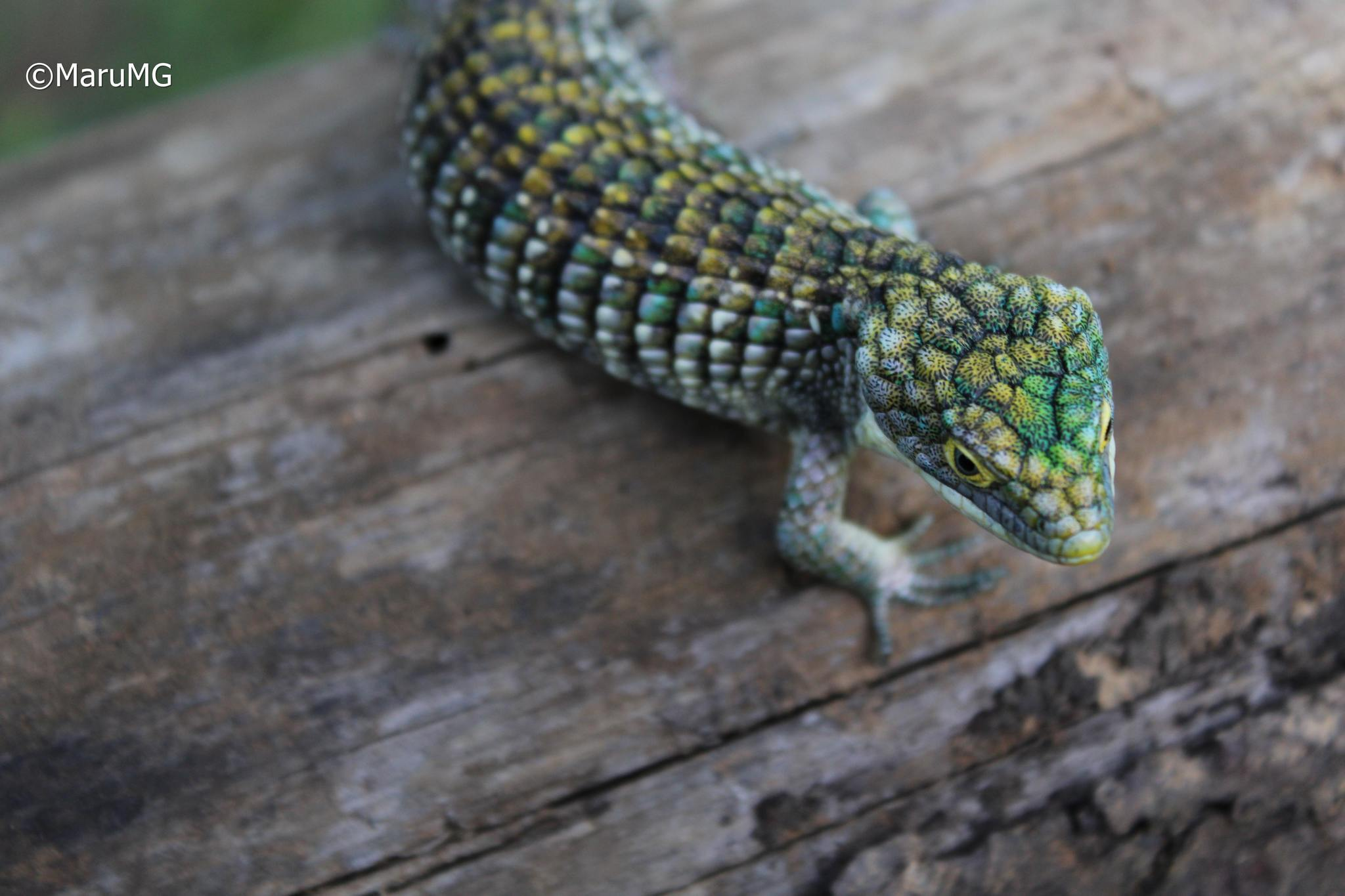
Ejemplar hembra adulta; nótese las bandas transversales y el tono naranja pardusco dorsal.

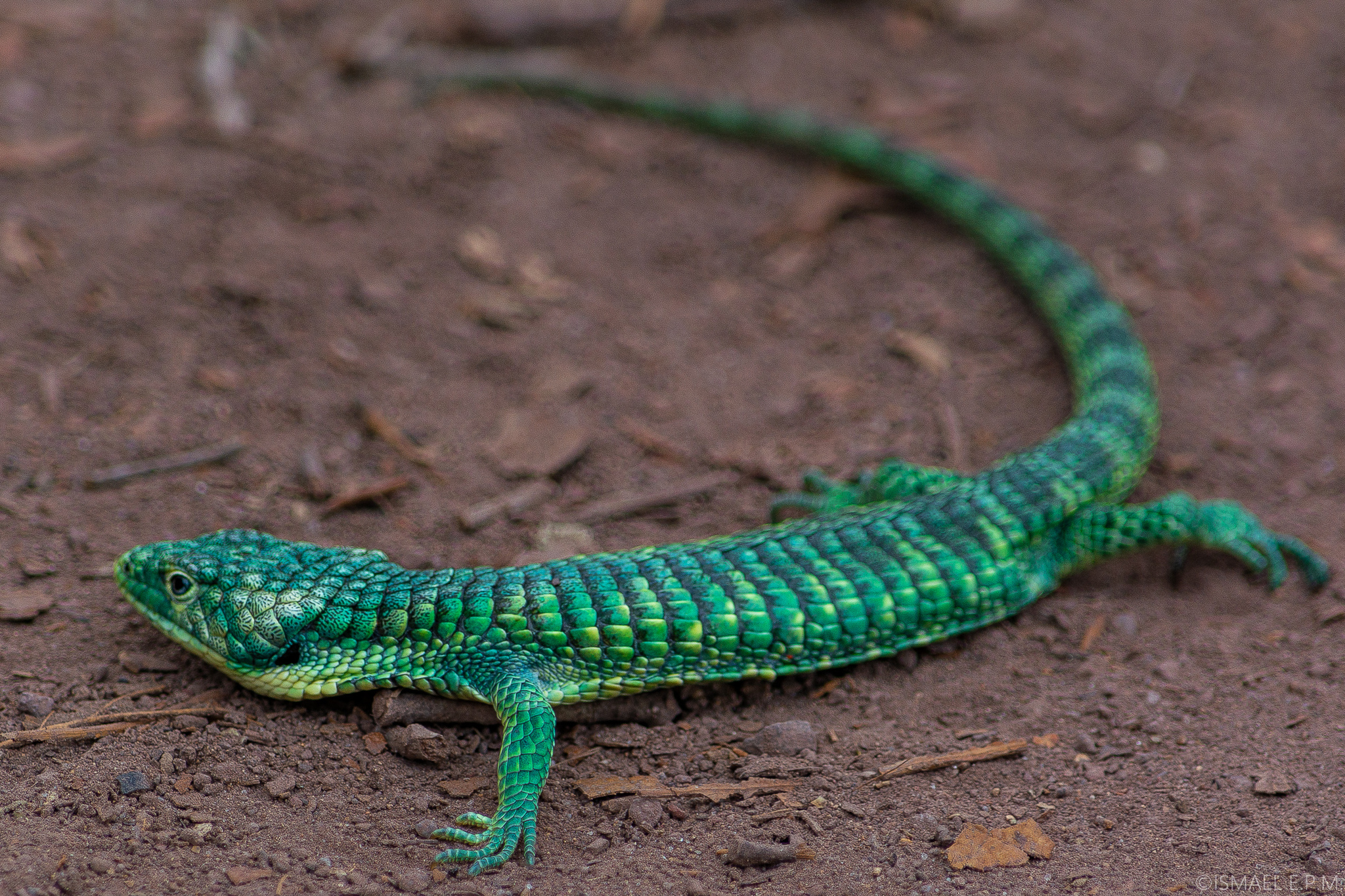
Fotografía de un ejemplar de un verde esmeralda brillante.

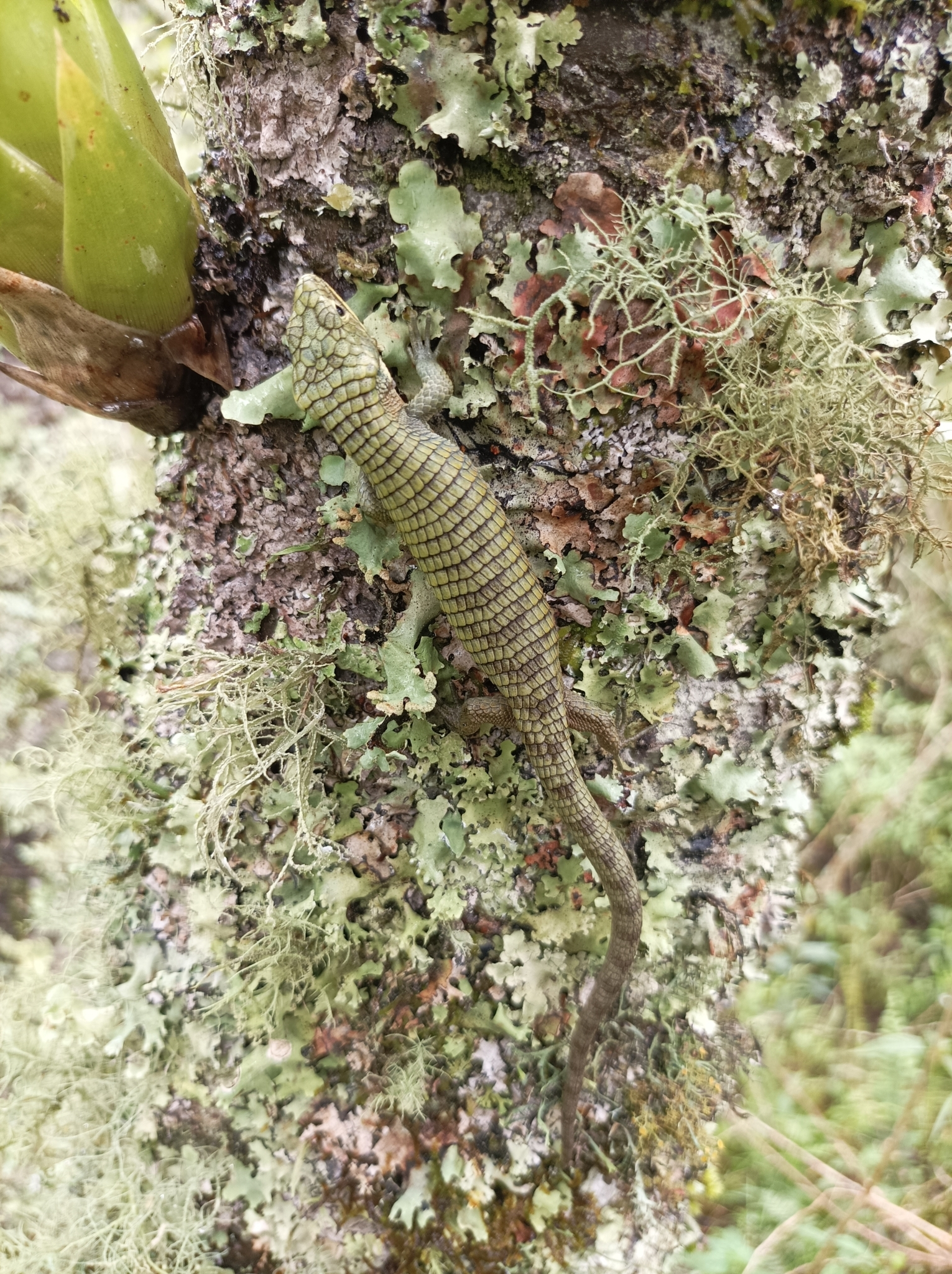
Fotografía de un ejemplar, posiblemente subadulto. Nótese la tonalidad del verde.

La coloración típica de los adultos de A. graminea es predominantemente verde uniforme. La piel que rodea los ojos es amarillo brillante, el vientre es verde pálido, y la mandíbula inferior y garganta son blancas o amarillas.
Los machos adultos exhiben colores más vivos en comparación con las hembras, que presentan tonos más opacos, algunas presentando manchas en el dorso de tonalidades pardas, anaranjadas, amarillas o blancas, además de bandas transversales oscuras en el cuerpo y la cola. Estas bandas vestigiales del patrón de color de las crías desaparecen con el desarrollo del animal hacía tonos monocromáticos, siguiendo un patrón ontogenético común en el género Abronia. Los juveniles presentan los mismos patrones según su sexo, con machos color verde uniforme y hembras verdes bandeadas con manchas grises. Tanto machos como hembras muestran escamas dorsales con cantidades variables de pigmentación negra.
En casos excepcionales, se encuentra individuos de colores turquesa o azul brillante, con piel orbital, mandíbula inferior y garganta blancas. Esta pigmentación depende de una alimentación específica en su hábitat natural; en cautiverio se torna en el verde habitual.
En una población encontrada en el municipio de Acultzingo, Veracruz, se describen las siguientes variaciones de pigmentación en hembras subadultas y adultas: algunas presentan espacios entre las bandas oscuras con tonalidades naranja brillante u opaco en la cola y el cuerpo, además de manchas negras, amarillas, verdes, beige y marrones en ciertas escamas. Otras exhiben piel orbital amarilla brillante, reflejos azules en las escamas supralabiales y un hocico, mandíbula inferior y garganta amarillos. También se presenta una coloración atenuada y un patrón adulto típico, donde los espacios pálidos entre las bandas oscuras muestran un extenso tono turquesa, acompañado de un tono naranja opaco distribuido en los dos tercios dorsales del tronco, por encima del pliegue lateral, con motas adicionales en el tronco y la cola. En otros casos, las hembras presentan una coloración predominantemente anaranjada con manchas blancas dispuestas en series verticales cortas en los flancos.
Si bien es posible que estas variaciones tengan una base genética o epigenética, se ha propuesto que podrían estar relacionadas con la dieta local. Se ha observado que los dragoncitos adultos en cautiverio experimentan un cambio de coloración de verde esmeralda brillante a verde turquesa opaco debido a la deficiencia de carotenoides. Esto sugiere que un exceso de estos compuestos en la alimentación silvestre podría estar vinculado con la aparición de tonalidades anaranjadas, lo que explicaría la variabilidad en la intensidad y distribución del color entre los individuos de esta población.

### Dimorfismo sexual
El dimorfismo sexual en Abronia graminea se manifiesta principalmente en las proporciones de la cabeza y las extremidades, pero no en el tamaño corporal general. Los machos presentan cabezas más grandes en términos de longitud y ancho, además de fémures ligeramente más largos.
Se ha sugerido que el mayor tamaño de la cabeza en los machos podría estar relacionado con comportamientos agresivos intraespecíficos, como la competencia entre individuos del mismo sexo, un fenómeno común en especies donde una cabeza más grande confiere ventajas en enfrentamientos. En especies cercanas como A. vasconcelosii y A. taeniata, se han registrado conductas agresivas entre machos, incluyendo mordeduras, lo que refuerza esta hipótesis. Estas diferencias son asociadas con la selección sexual y posiblemente con la partición de nichos entre sexos, reduciendo la competencia intraespecífica.
De acuerdo a un estudio del año 2001, las diferencias de longitud hocico cloaca (LHC o SVL) entre sexos es de 110.4 mm en machos, y 111.4 mm en hembras, sin diferencias significativas. No obstante, se confirmaron diferencias en las proporciones de la cabeza y las extremidades: el ancho de la cabeza fue de 20.3 mm en machos y 18.0 mm en hembras; la longitud de la cabeza, de 20.6 mm en machos y 18.4 mm en hembras; y la longitud del fémur, de 20.1 mm en machos y 19.5 mm en hembras.
Otro estudio realizado en 2015 reportó que la longitud media de la cabeza en 15 machos adultos fue de 29.6 mm, mientras que en 15 hembras adultas fue de 26.3 mm. El ancho promedio de la cabeza fue de 21.53 mm en machos y 18.27 mm en hembras. En cuanto a la longitud de la cola no regenerada, la diferencia entre sexos fue mínima, con una media de 150.42 mm en 36 machos y 148.44 mm en 27 hembras. Sin embargo, el ancho de la base de la cola mostró diferencias marcadas, con 15.067 mm en machos y 8.800 mm en hembras. La longitud hocico cloaca no varió significativamente, con un promedio de 110.667 mm en ambos sexos.

### Crías
Las crías tienen una longitud hocico cloaca de al rededor de 3.2 cm al nacer y de 4.8 cm al año de vida. Son de un color cobre con 9 bandas transversales dorsales irregulares de color oscuro en el cuerpo y 19 en la cola; las crías presentan un vientre amarillo sucio. Las crías presentan diferencias notables respecto a los adultos, un rasgo común en otras especies de gerrhonotinos. Al año de vida, las crías bandadas desarrollan el color verdoso monocromo de los adultos, muchas de ellas con bandas transversales, rasgo común en los lagartos del género Abronia.
Las crías son principalmente de hábitos terrestres, a diferencia de los hábitos arbóreos de los adultos. Las crías presentan conductas agresivas hacia otras crías, muchas veces mordiéndose unas a otras. Las crías permanecen escondidas la mayoría del tiempo bajo la hojarasca, siendo crípticas a estas.
Existe evidencia de una variación poblacional en la morfología y color de las crías de A.  graminea. Por ejemplo, entre la población de Zoquitlán,  municipio de San Pablo Zoquitlán, en el estado de Puebla y la población de Acultzingo, Veracruz. En la población de Zoquitlán, los neonatos tienen cabezas más pequeñas en proporción al cuerpo comparados con los neonatos de la población de Acultzingo, quienes tienen cabezas ligeramente más grandes. Además, los neonatos de la población de Puebla son más oscuros y muestran bandas cruzadas amplias y prominentes en los flancos, muestran intersecciones claras estrechas e incluso interrumpidas en algunos casos y presentan dos manchas blancas faciales, una en las escamas supralabiales y otra detrás del ojo, las cuales a menudo persisten en la adultez, especialmente en hembras, mientras que los neonatos en la población de Veracruz son más claros, con bandas cruzadas menos prominentes o interrumpidas en los flancos, con intersecciones claras amplias y notorias, y bandas oscuras que pueden ser discontinuas a lo largo de la línea dorsal, lo que produce un efecto de líneas finas dorso-laterales, además de manchas verdes en la cabeza en algunos individuos, un rasgo ausente en los neonatos de Puebla. Estas variantes refuerzan la idea de que A.  graminea presenta límites poco definidos entre poblaciones o posibles subespecies.

### Sistema glandular de toxinas
El dragoncito de la Sierra Madre Oriental sur es considerada una especie técnicamente venenosa debido a la presencia de un sistema de glándulas mandibulares que secretan proteínas tóxicas. Estas glándulas son robustas, serosas y muestran actividad secretora, características consistentes con glándulas funcionales utilizadas en la secreción de toxinas. Las toxinas producidas por esta especie no representan ningún riesgo para la salud humana. Las proteínas tóxicas de A.  graminea cumplen un papel ecológico significativo, posiblemente en la defensa contra depredadores o en la inmovilización de presas.
Las proteínas tóxicas de las glándulas mandibulares de A.  graminea, de acuerdo a estudios proteómicos son:
- Péptidos natriuréticos: Inducen hipotensión mediante vasodilatación.
- Fosfolipasa A2 (PLA2): Inhibe la coagulación al afectar la agregación plaquetaria.
- Cisteína rica (CRISP): Potencialmente involucrada en la inhibición de canales iónicos.
- Calicreína: Genera dolor y libera cininas, contribuyendo a la hipotensión.
- Péptidos Kunitz: Inhiben proteasas, particularmente tripsina y quimotripsina, relacionadas con la digestión de proteínas. Contribuyen a la neurotoxicidad en otros reptiles venenosos. La molécula fue previamente registrada solo en serpientes, proporciona evidencia adicional sobre la diversificación de toxinas en reptiles toxicoferanos.[32]
- Péptidos helokinestatinas: Componente innovador del veneno de A. graminea originado de una evolución de novo dentro del gen precursor de los péptidos natriuréticos. Inhiben la bradicinina, una sustancia relacionada con la inflamación y la regulación de la presión arterial.[32] Desde una perspectiva evolutiva, las helokinestatinas muestran una alta tasa de diversificación, lo que indica que han sido moldeadas por presiones de selección activa. Estas moléculas incluyen patrones repetitivos específicos, como el motivo PPPxPxP, que contribuyen a su actividad biológica.[32]

La presencia de estas proteínas refleja la conservación evolutiva de un sistema de veneno ancestral en los lagartos del clado Toxicofera, lo que refuerza la hipótesis de un origen común para los sistemas de veneno más complejos en lagartos y serpientes, hace más de 100 millones de años. Las toxinas identificadas se asocian con una amplia variedad de transcriptos homólogos a los de lagartos del género Heloderma y Varanus, conocidos por su veneno clínicamente complejo y de importancia médica. Esto refuerza la idea de que A.  graminea es técnicamente venenosa desde un punto de vista evolutivo. Aunque A.  graminea carece de estructuras dentales especializadas para inyectar veneno, sus toxinas cumplen funciones defensivas o adaptativas en su entorno natural. Estas características sugieren que las glándulas mandibulares de la especie conservaron elementos ancestrales de reptiles del clado Anguimorpha.
Desde el punto de vista biomédico, las propiedades hipotensivas de los péptidos natriuréticos y la actividad de las helokinestatinas podrían inspirar nuevos tratamientos para enfermedades cardiovasculares e inflamatorias.

### Alimentación
Abronia graminea se alimenta de insectos, arañas no venenosas y otras especies de lagartijas, como eslizones. En cautiverio, los insectos consumidos incluyen grillos domésticos, cucarachas (como Nauphoeta cinerea), gusanos de la harina y gusanos de la cera. Las crías prefieren insectos de cuerpo blando, como los gusanos de cera, y tienden a alimentarse con mayor frecuencia cuando hay más de un individuo presente.

### Depredación
Se tiene evidencia de muestras de depredación de este dragoncito de parte del alcaudón americano, encontrándose cadáveres de este reptil empalados en espinas, junto con cadáveres de lagartija espinosa transvolcánica en Acultzingo, Veracruz, México, a una altura de 1.1 a 2.1 metros del suelo. El empalamiento de las presas solo es causado por esta especie de ave depredadora en la zona donde fue reportado el avistamiento.
Además, existe depredación directa de parte del ser humano, siendo incorrectamente considerados animales ponzoñosos y peligrosos. Adicionalmente existe una demanda y extracción ilegal de las especies del género Abronia para su uso como mascotas.

## Reproducción

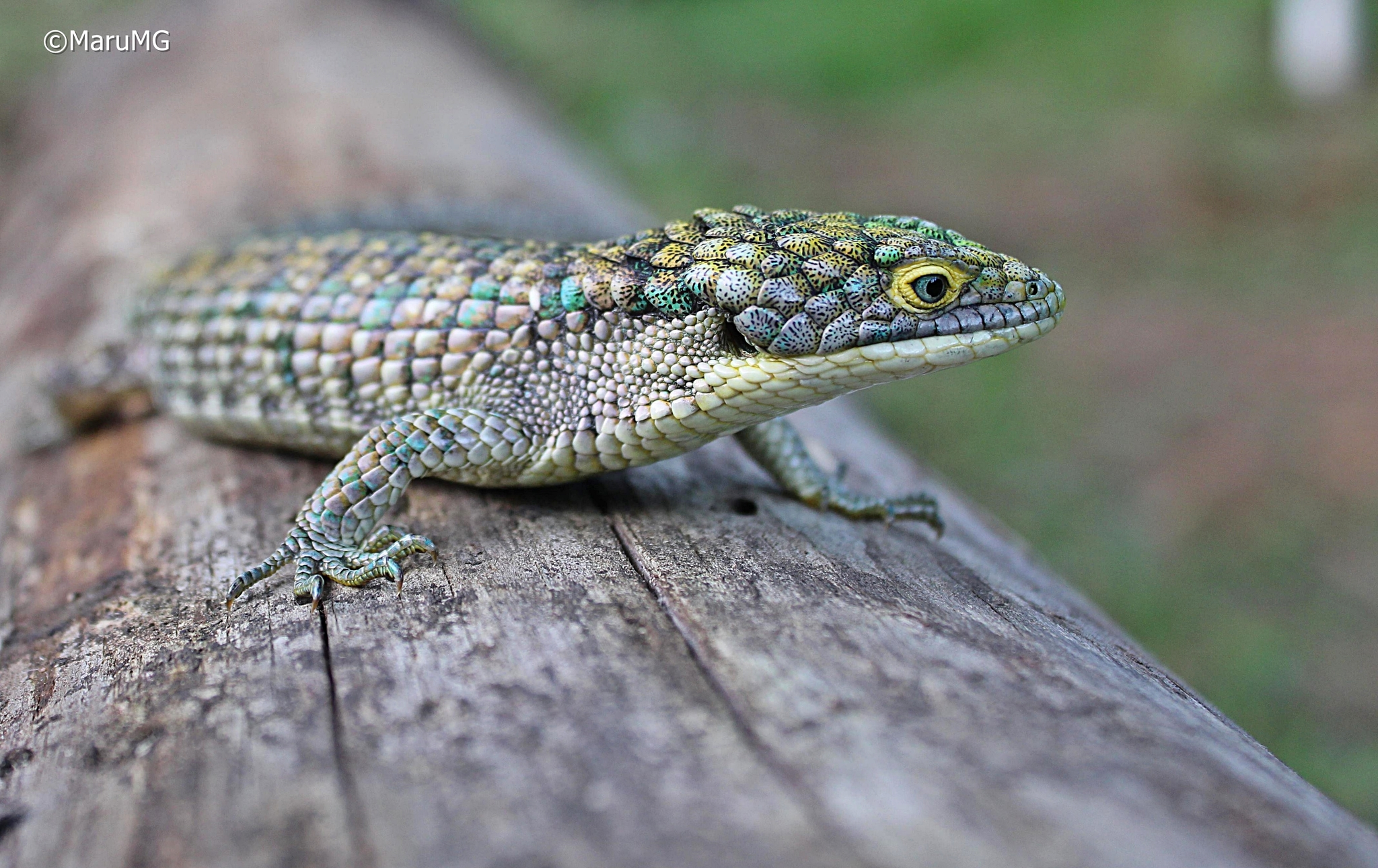
Fotografía de un ejemplar.

A.  graminea, al igual todas las especies del género Abronia es vivípara pese a ser un escamoso. La hembra desarrolla a su embrión dentro del vientre antes de dar a luz, igual que la mayoría de mamíferos. Las especies vivíparas cómo A.  graminea habitan comúnmente encontradas en climas fríos con latitudes altas y grandes elevaciones debido a que la viviparidad ayuda a la termorregulación y protección en contra de depredadores.

### Ciclo reproductivo
El dragoncito del sur de la Sierra Madre Oriental es una especie vivípara, con un ciclo reproductivo que incluye ovulación en otoño, gestación en invierno y partos entre primavera y verano, un patrón típico de lagartijas que habitan grandes altitudes en regiones tropicales. La luz ultravioleta (UV) desempeña un papel crucial en la conducta sexual; su ausencia puede inhibirla y su presencia incrementarla.
Los adultos generalmente se reproducen en su segundo año, cuando son de tamaño completo y sexualmente maduros. Las hembras empiezan a reproducirse con éxito a los tres años de edad.
Los herpetólogos Jonathan Atwood Campbell y Darrel Richmond Frost en 1993 y Walter Schmidt-Ballardo  en 1991 reportaron que las cópulas de esta especie ocurren sobre la hojarasca a principios de agosto. Las cópulas ocurren en el suelo, en dónde los machos persiguen a las hembras, hasta alcanzarlas y morderlas por la región temporal de la cabeza firmemente, un patrón común en otras especies de lagartijas. Posteriormente, el macho introduce uno de los hemipenes dentro de la cloaca de la hembra. La cola del macho presenta movimientos ondulatorios repentinos durante la cópula. Esta actividad puede durar hasta más de 12 horas; posteriormente a la cópula, los machos y hembras se separan.
El período de gestación típico es de cinco a diez meses, y en una sola camada nacen de 1 a 12 crías, el número depende de la edad y el tamaño de la hembra. Los nacimientos ocurren durante la temporada de lluvias, existiendo algunos registros de hembras en Aculzingo dando a luz en julio y agosto. El herpetólogo John E. Werler reportó una hembra dando a luz a 4 crías el 12 de abril de 1951.
En el año de 2016 se reportó un caso de parto escalonado en la población de Acultzingo, Veracruz, en donde una hembra parió 10 crías a lo largo de un período de 17 días (2 crías el 7 de junio, 2 crías el 8 de junio, 3 crías el 9 de junio, 2 crías el 18 de junio, 1 cría el 23 de junio). Este fenómeno no había sido documentado previamente en el género Abronia. El registro del parto escalonado en la población de Veracruz sugiere que las hembras pueden mantener crías en desarrollo en distintas etapas gestacionales, algo que no había sido reconocido previamente.
Los especímenes son susceptibles a sufrir estrés capaz de alterar su ciclo natural reproductivo, trayendo consigo en las hembras partos tempranos que disminuyen las posibilidades de supervivencia de las crías.

### Hibridación
Los herpetólogos estadounidenses Hobart Muir Smith y Edward Harrison Taylor reportaron hibridación entre A.  graminea y A.  taeniata en La Joya, Veracruz.

## Distribución y hábitat

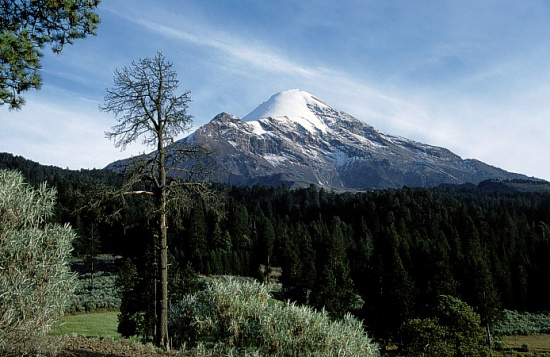
Pico de Orizaba, en los estados de Veracruz y Puebla, área protegida en donde se encuentra a la especie.

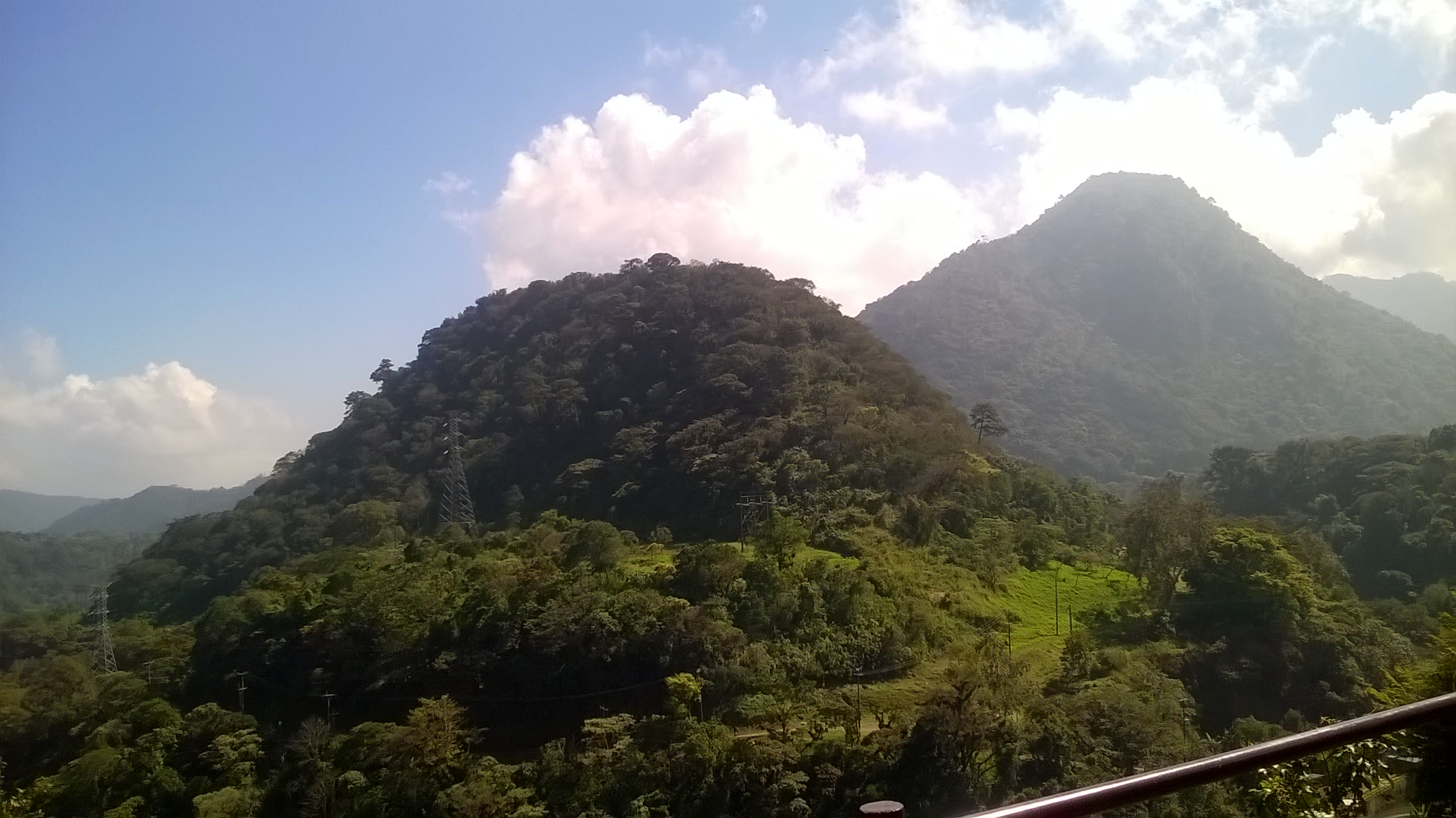
Cañón del Río Blanco en Orizaba.

El dragoncito del sur de la Sierra Madre Oriental es una especie endémica de México. La distribución de esta especie se encuentra fragmentada en al rededor de cinco poblaciones principales distribuidas en el este del estado de Puebla, el centro del estado de Veracruz y el norte del estado de Oaxaca. Las altitudes de distribución van de los 1350 a los 2743 m s. n. m. En 2001, se estimó que esta especie tenía un área de ocupación de unos 11 500 km². En 2007, la Unión Internacional para la Conservación de la Naturaleza (UICN) cálculo el área de distribución de la especie en 3000 km². Una de las poblaciones se encuentra al suroeste de Acultzingo, Veracruz, en la frontera entre los estados de Veracruz y Puebla, a una altitud aproximada de 2350-2400 m s. n. m.

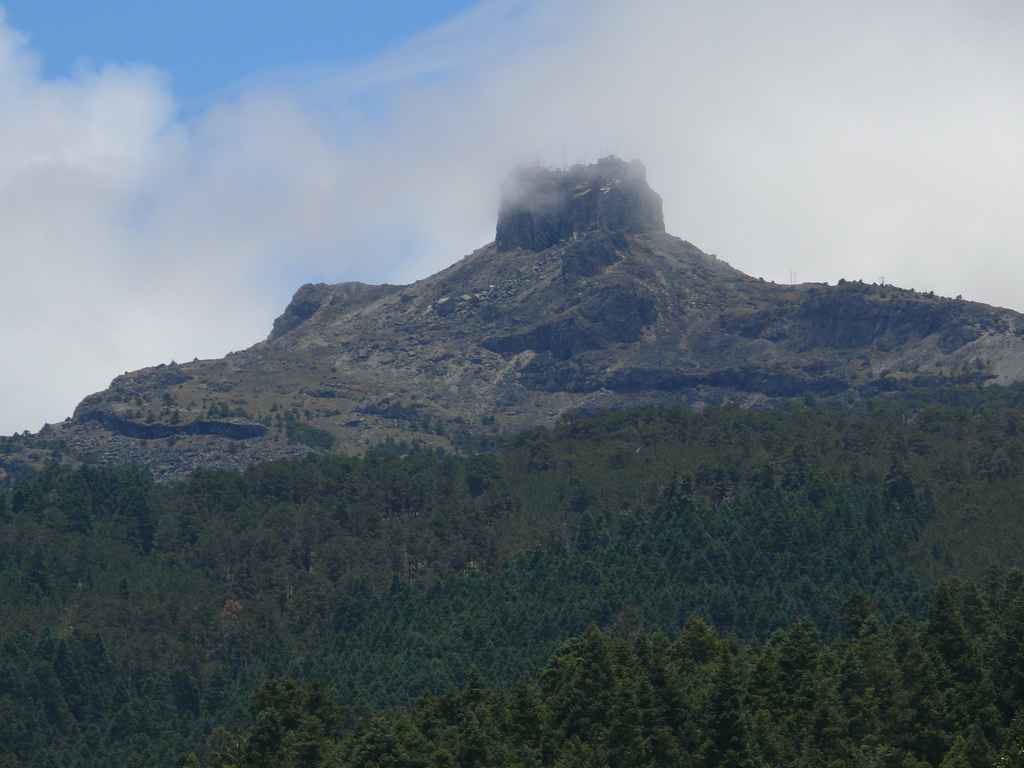
Volcán Cofre de Perote, en Veracruz.

Las áreas protegidas en donde se conoce son la Reserva de la biosfera Tehuacán-Cuicatlán, el Parque nacional Cofre de Perote, el Parque nacional Cañón del Río Blanco y el Parque nacional Pico de Orizaba, en el estado mexicano de Veracruz. El Pico de Orizaba es el punto más alto del país, es un volcán inactivo que hizo erupción por última vez en 1687 y en sus faldas se encuentra un Área Natural Protegida que con paisajes frondosos y senderos rocosos. Otros posibles refugios para la especie son las localidades de Puerto del Aire, en el estado de Veracruz, y Puerto de la Soledad, en el estado de Oaxaca.
Se sabe que existe una zona de simpatría (coexistencia) entre esta especie y el dragoncito del norte de la Sierra Madre Oriental (A.  taeniata), que se encuentra en la Sierra Madre Oriental en el este de México. Esta área abarca aproximadamente 100 km², desde el norte de Acultzingo, Veracruz, hasta el sur de Huauchinango, Puebla. Las dos especies se superponen geográficamente en estos sitios, y ambas se encuentran en hábitats montañosos con altitudes que oscilan entre los 1170 y 2520 m s. n. m. Aunque no se observa una separación clara de las especies por hábitat o elevación, A. taeniata parece tener un rango de altitud más restringido, desde los 1810 hasta los 2090 m s. n. m. Esto desafía la noción tradicional de que estas dos especies eran completamente alopátricas (geográficamente separadas), llegando a cuestiones acerca de la diferenciación genética entre ambas especies, pues existen poblaciones donde individuos de ambas especies muestran características intermedias, lo que sugiere posible hibridación. Además, la coexistencia de A.  graminea y A.  taeniata en zonas de simpatría tiene implicaciones importantes, por ejemplo, la competencia interespecífica por alimento y refugio puede influir en la dinámica poblacional de ambas especies. Por último, la fragmentación del hábitat podría exacerbar la diferenciación genética entre poblaciones aisladas, promoviendo la aparición de variantes únicas que, en algunos casos, podrían estar en riesgo de extinción.
En los municipios de Astacinga y San Juan Texhuacán, en Veracruz, existe otro caso de coexistencia en un contexto simpátrico, en donde el dragoncito del sur de la Sierra Madre Oriental nuevamente convive con otra especie de su género, el dragoncito de la Sierra Zongolica (A.  zongolica). Ambas especies comparten microambientes forestales similares. Sin embargo, A.  graminea muestra una distribución más amplia y una mayor abundancia, ocupando incluso mayores elevaciones en bosque de coníferas, hábitat donde A.  zongolica no se encuentra presente. Esta diferencia en la distribución altitudinal puede deberse a diferencias en sus adaptaciones ecológicas específicas. Aunque ambas especies son simpátricas, a diferencia de lo que ocurre con el caso de simpatría de A.  graminea y A.  taeniata, en el caso de simpatría de A.  graminea y A.  zongolica si existen distinciones morfológicas claras, con ejemplares machos adultos de ambas especies presentando diferencias notables en características de escamas y patrones de color. Sin embargo, los neonatos, juveniles y hembras de ambas especies si pueden ser similares entre sí.

### Hábitat

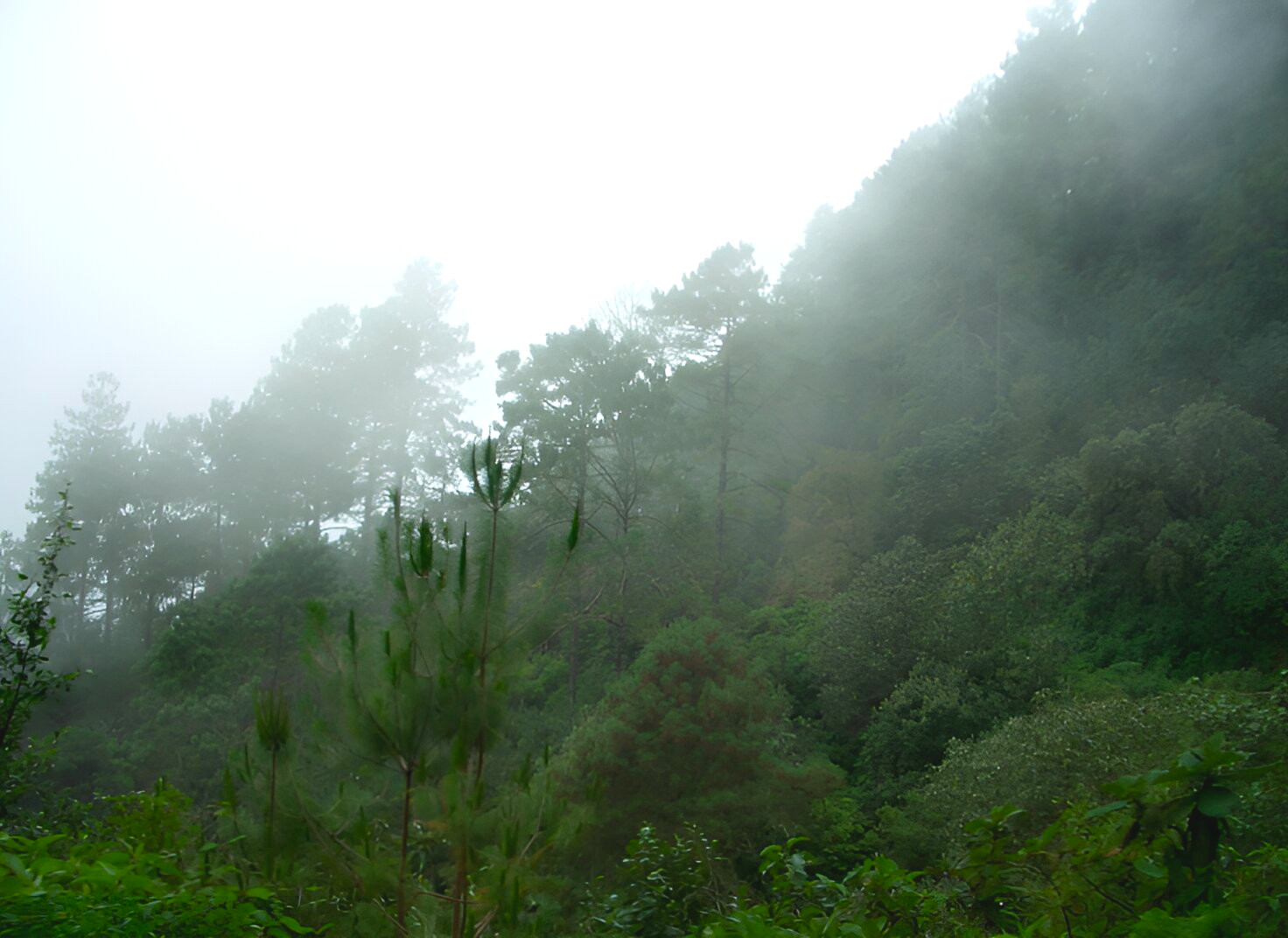
Bosque de pino-encino.

Este dragoncito habita algunas regiones de bosque de pino-encino y bosque mesófilo de montaña, encontrándose en el dosel arbóreo a más de 40 m de altura. La especie prefiere climas templados y húmedos con lluvias en verano. Estas regiones experimentan cambios drásticos de temperatura entre el día y la noche. Además habita en variante de bosque de montaña, como los bosque de coníferas alpinos. El dragoncito del sur de la Sierra Madre Oriental presenta una fragmentación de su hábitat.

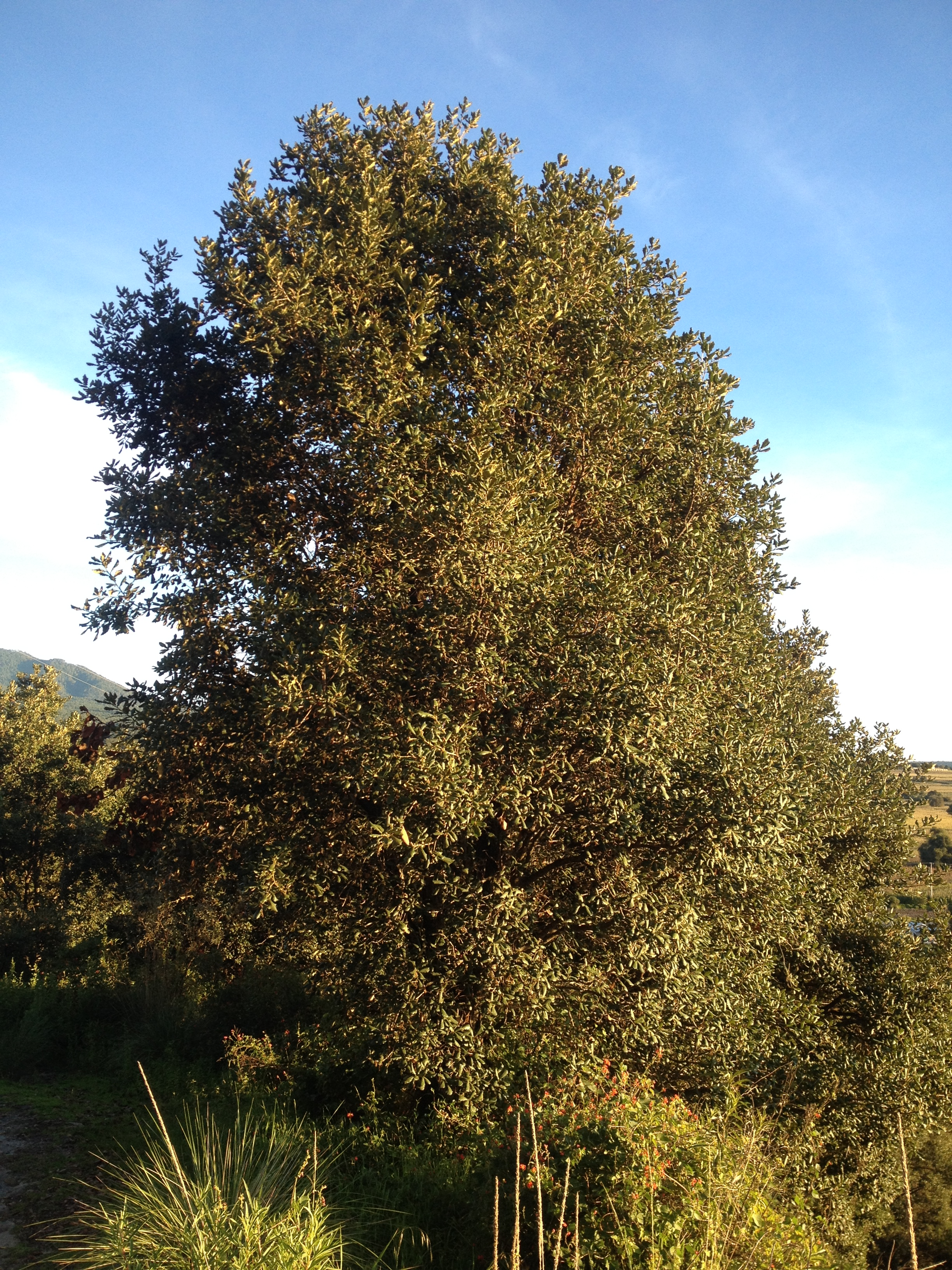
El dragoncito del sur de la Sierra Madre Oriental tiene preferencias arborícolas y se puede encontrar en variedades de encino, como el encino quiebra hacha (Quercus rugosa).

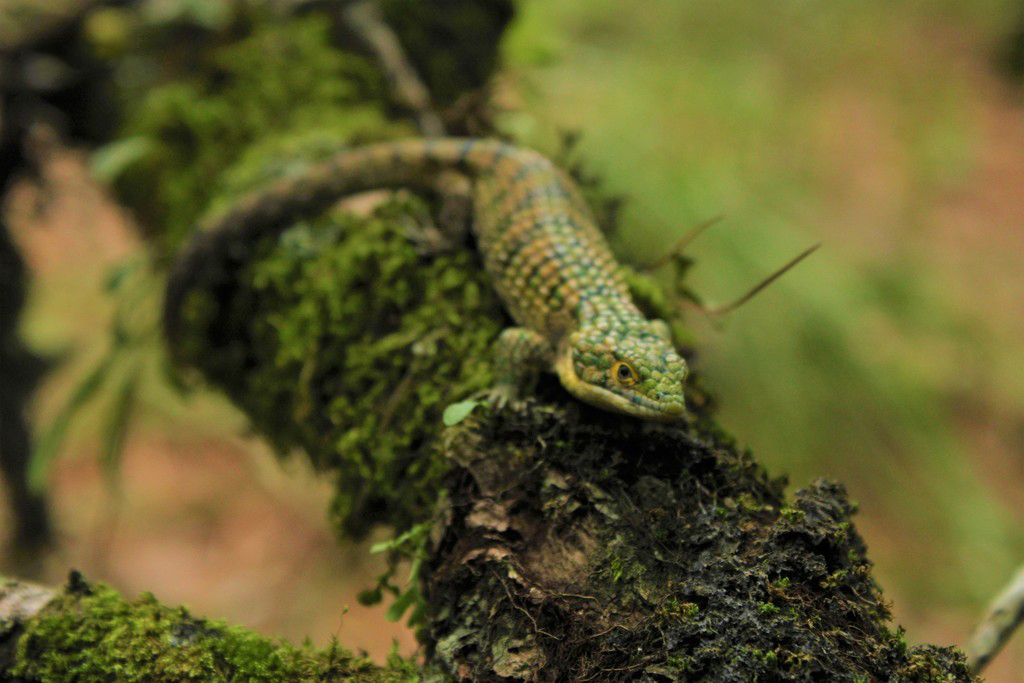
Un ejemplar en la rama de un árbol.

En la población de las montañas al suroeste de Acultzingo, Veracruz, en la frontera entre los estados de Veracruz y Puebla, el hábitat consiste en bosque mesófilo de montaña compuesto por árboles como el encino laurelillo y el encino quiebra hacha, con crecimiento epifítico de escaso a abundante, dominado por bromelias, además de variedades silvestres y cultivadas de tejocote, muy comunes en el sotobosque. En el norte de Acultzingo, Veracruz, a una elevación de 2520 m.s.n.m., la zona se caracteriza por remanentes de bosque de pino-encino, con plantaciones de ocote colorado, áreas abiertas de pasto ganadero y varios cultivos de maíz.

### Microhábitat

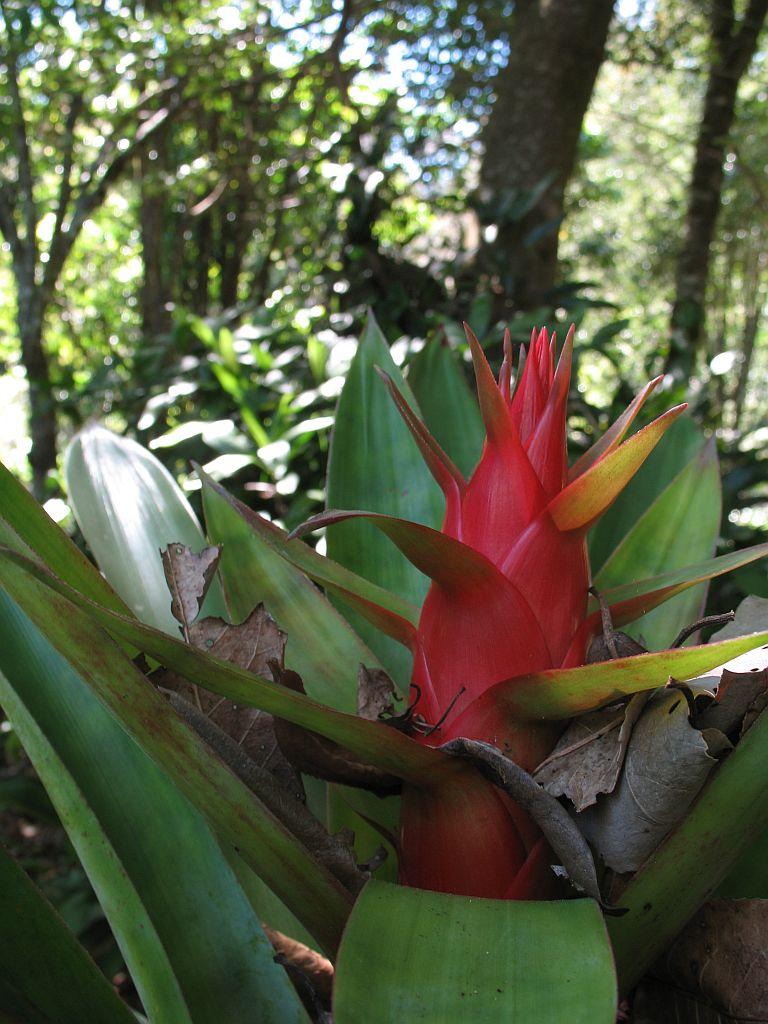
Las bromelias del género Tillandsia suelen ser los microhábitats por preferencia de este dragoncito. En la imagen T. imperialis.

El dragoncito del sur de la Sierra Madre Oriental tiene hábitos arborícolas, encontrándose en variedades de roble cubiertos con vegetación epífita, generalmente musgos, helechos, orquídeas y bromelias.
Las bromelias funcionan como microhábitats al retener humedad y agua, proporcionando refugio y una fuente de alimento debido a la alta disponibilidad de presas en estas plantas epífitas. Durante los meses fríos, A. graminea puede hibernar en bromelias parcialmente cubiertas por agua helada.
En la población de las montañas al suroeste de Acultzingo, Veracruz, en la frontera entre los estados de Veracruz y Puebla, las bromelias que abundan son Catopsis paniculata, Tillandsia botterii y T. imperialis.

## Estado de conservación y amenazas
La NOM-059-SEMARNAT-2010 considera a la especie como amenazada. La UICN-2019 la cataloga como en peligro de extinción debido a que su distribución de presencia es menor de 3.000 km², a la fragmentación grave de las poblaciones y a la disminución continua de la superficie y la calidad del hábitat forestal.
A.  graminea junto con A.  taeniata tienen una distribución más amplia y es más conspicua con respecto a las demás especies de su género, sin embargo, la fragmentación de su hábitat por deforestación, incendios y cambio de uso de suelo han sido las principales amenazas para este dragoncito. Asimismo, la especie ha sido sujeta a un intenso tráfico ilegal durante los últimos años para venderse como mascotas en Estados Unidos y otros países.
Además, el dragoncito del sur de la Sierra Madre Oriental es susceptible a infecciones por paramixovirus y reovirus. Existe evidencia de anticuerpos contra dos serotipos de paramixovirus en individuos de esta especie, lo que indica una capacidad para desarrollar una respuesta inmunitaria.

### Demanda y comercio ilegal

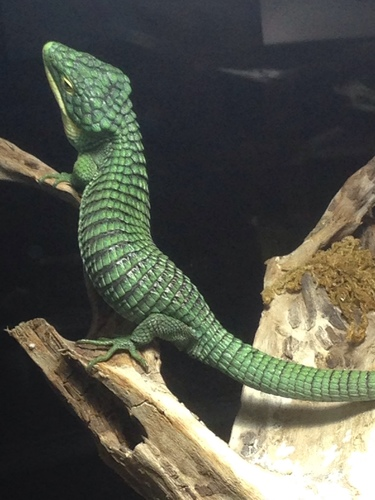
Un ejemplar en cautiverio.

De acuerdo con registros de la Procuraduría Federal de Protección al Ambiente (PROFEPA), A.  graminea fue la especie con mayor número de decomisos en México entre los años de 2002 y 2014, seguida de A.  taeniata y A.  deppii, especialmente los estados de Ciudad de México, Veracruz, Nuevo León y Puebla. Este hecho subraya la alta presión que enfrenta en su hábitat natural debido a su extracción para satisfacer una creciente demanda internacional. Países como Estados Unidos, Alemania y Japón figuran entre los principales destinos de los ejemplares traficados, con precios que oscilan entre $49.86 USD y $1505.35 USD por individuo, dependiendo del canal de venta y la edad del ejemplar.
El comercio de A.  graminea se realiza tanto de forma legal como ilegal, pero, mientras las tiendas formales ofrecen especímenes a precios más bajos, los foros de internet y otros colectivos tienden a inflar los costos, contribuyendo a un mercado negro que amenaza la estabilidad de las poblaciones silvestres.
La extracción de A.  graminea del medio silvestre no solo pone en peligro a las poblaciones locales, sino que también altera las dinámicas ecológicas de los bosques donde habita, ya que esta especie cumple funciones importantes en el control de insectos. Aunque México ha autorizado la crianza en unidades de manejo ambiental (UMAs) de varias especies del género Abronia, incluyendo A.  graminea, la colecta ilegal persiste como un problema grave. Esto se debe en parte al desconocimiento de la legislación por parte de las comunidades y a la corrupción que facilita estas actividades ilícitas.